# Hugh Green (giocatore di football americano)
Hugh Donell Green (Natchez, 27 luglio 1959) è un giocatore di football americano statunitense che ha giocato nel ruolo di linebacker nella National Football League (NFL). Fu scelto come settimo assoluto nel Draft NFL 1981 dai Tampa Bay Buccaneers. Al college ha giocato a football all'Università di Pittsburgh.

## Carriera professionistica
Dopo una carriera di successo all'Università di Pittsburgh, Green fu scelto come settimo assoluto dai Tampa Bay Buccaneers nel Draft 1981. Nella sua seconda e terza stagione fu inserito nella formazione ideale della stagione All-Pro e convocato per il Pro Bowl. Nel prosieguo della carriera fu tormentato dagli infortuni, compreso un incidente stradale nel 1984 in cui subì una frattura vicino a un occhio. Fu scambiato coi Miami Dolphins a metà della stagione 1985, un'annata in cui mise a segno il proprio primato in carriera con 7,5 sack. A Miami, Green giocò sei solide stagioni prima di ritirarsi. La squadra di Don Shula era spesso una contendente per i playoff e Green fu un suo stabile titolare, pareggiando nel 1989 il suo record in carriera con 7,5.

## Palmarès
- Convocazioni al Pro Bowl: 2

1982, 1983
- All-Pro: 2

1982, 1983
- PFWA All-Rookie Team - 1981
- Walter Camp Award - 1980
- Maxwell Award - 1980
- Lombardi Award - 1980
- College Football Hall of Fame
- Numero 99 ritirato dall'Università di Pittsburgh

## Statistiche
| Partite totali | 136  |
| Sack           | 34,3 |
| Intercetti     | 6    |